# Ihor Korobtschinskyj
Ihor Oleksijowytsch Korobtschinskyj (ukrainisch Ігор Олексійович Коробчінський; * 16. August 1969 in Antrazyt, Sowjetunion) ist ein ehemaliger ukrainischer Kunstturner.

## Karriere
Korobtschinskyj gewann zwischen 1988 und 1991 fünf sowjetische Meistertitel und erreichte zudem drei dritte Plätze. Bei den Europameisterschaften 1989 wurde er Europameister im Einzelmehrkampf und am Boden. Im selben Jahr gewann er bei den Weltmeisterschaften in Stuttgart Gold im Einzelmehrkampf, am Boden und im Mannschaftsmehrkampf. Zwei Jahre später holte er bei der WM 1991 in Indianapolis erneut Gold im Mannschaftsmehrkampf und am Boden sowie Silber am Barren.
Bei den Olympischen Spielen 1992 in Barcelona startete er für das Vereinte Team und wurde Olympiasieger im Mannschaftsmehrkampf. Am Barren gewann er zudem die Bronzemedaille. Im selben Jahr gewann er bei der Europameisterschaft in Budapest Gold im Einzelmehrkampf und am Pauschenpferd sowie Silber am Boden, im Sprung und am Stufenbarren. Bei den Weltmeisterschaften 1992 in Paris folgten Gold am Boden, Silber im Sprung und Bronze am Reck. 1993 gewann er bei der Universiade Gold am Boden und Bronze im Einzelmehrkampf sowie bei der Weltmeisterschaft Silber am Barren. Bei der EM 1994 holte er Silber im Einzelmehrkampf und Bronze am Stufenbarren. Im selben Jahr belegte er mit der ukrainischen Mannschaft bei der WM den dritten Platz im Mannschaftsmehrkampf.
Bei den Olympischen Spielen 1996 in Atlanta gewann Korobtschinskyj mit dem ukrainischen Team Bronze im Mannschaftsmehrkampf. Im Einzelmehrkampf belegte er Rang 15, seine beste Einzeldisziplin war der Sprung mit Platz sieben.
Nach dem Ende seiner aktiven Laufbahn war Korobtschinskyj ab 1996 als Trainer tätig, unter anderem für die ukrainische Frauen-Nationalmannschaft. Er engagierte sich darüber hinaus bei der Ukrainischen Turnföderation und wurde Mitglied des Nationalen Olympischen Komitees der Ukraine.
1989 wurde er mit dem Titel Verdienter Meister des Sports der UdSSR ausgezeichnet. 1992 wurde er zum Ehrenbürger der Stadt Luhansk ernannt. 2016 erfolgte seine Aufnahme in die International Gymnastics Hall of Fame.